# Beaufai
Ne doit pas être confondu avec Beaufay.
Beaufai est une commune française, située dans le département de l'Orne en région Normandie, peuplée de 327 habitants.

## Géographie
| Saint-Evroult-Notre-Dame-du-Bois | La Ferté-en-Ouche (comm. dél. de Gauville) | Saint-Symphorien-des-Bruyères |
| Saint-Evroult-Notre-Dame-du-Bois | Beaufai                                    | Rai                           |
| Saint-Pierre-des-Loges           | Saint-Hilaire-sur-Risle                    | Aube                          |

### Hydrographie
La commune est située dans le bassin Seine-Normandie. Elle est drainée par la Risle, le ruisseau de Corru, un bras de la Risle, le cours d'eau 06 de la commune de Beaufai, le fossé 01 de la commune de Beaufai, le fossé 02 de la commune de Beaufai, le fossé 07 de la commune de Saint-Pierre-des-Loges, le fossé 08 de la commune de Beaufai et divers autres petits cours d'eau,.
La Risle, d'une longueur de 145 km, prend sa source dans la commune de Planches et se jette  dans la Seine à Berville-sur-Mer, après avoir traversé 52 communes. Les caractéristiques hydrologiques de la Risle sont données par la station hydrologique située sur la commune de Rai. Le débit moyen mensuel est de 1,41 m3/s. Le débit moyen journalier maximum est de 29,7 m3/s, atteint lors de la crue du 14 février 1990. Le débit instantané maximal est quant à lui de 44,9 m3/s, atteint le 5 janvier 2001.
Un plan d'eau complète le réseau hydrographique : l'étang Marot, d'une superficie totale de 0,1 ha (0,05 ha sur la commune),.

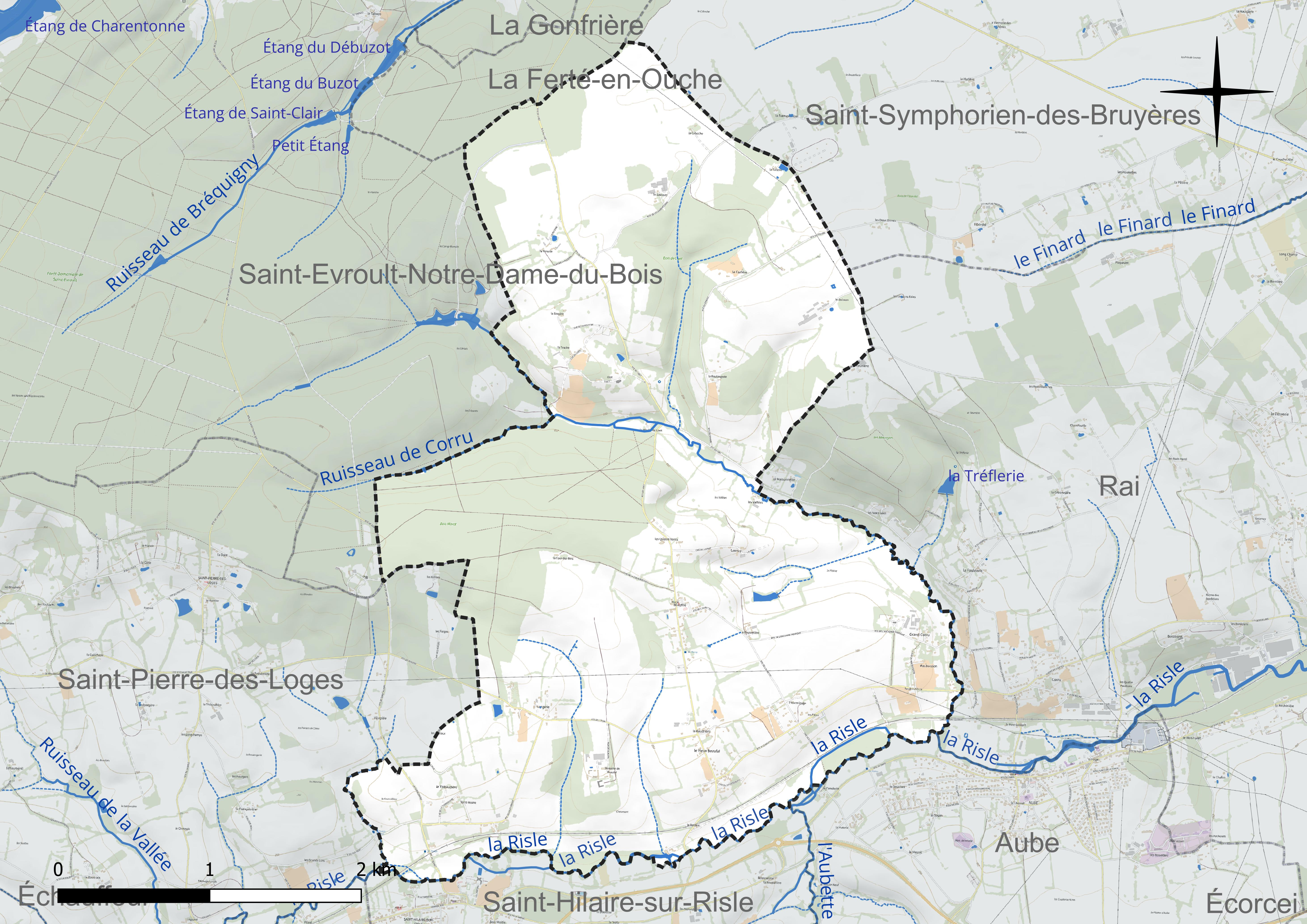
Réseau hydrographique de Beaufai.

### Climat
Pour des articles plus généraux, voir Climat de la Normandie et Climat de l'Orne.
En 2010, le climat de la commune est de type climat océanique dégradé des plaines du Centre et du Nord, selon une étude du CNRS s'appuyant sur une série de données couvrant la période 1971-2000. En 2020, Météo-France publie une typologie des climats de la France métropolitaine dans laquelle la commune est dans une zone de transition entre le climat océanique et le climat océanique altéré et est dans la région climatique Normandie (Cotentin, Orne), caractérisée par une pluviométrie relativement élevée (850 mm/a) et un été frais (15,5 °C) et venté. Parallèlement le GIEC normand, un groupe régional d’experts sur le climat, différencie quant à lui, dans une étude de 2020, trois grands types de climats pour la région Normandie, nuancés à une échelle plus fine par les facteurs géographiques locaux. La commune est, selon ce zonage, exposée à un « climat contrasté des collines », correspondant au Pays d'Ouche et au Perche et bénéficiant d’un caractère continental affirmé avec des précipitations atténuées et des amplitudes thermiques fortes.
Pour la période 1971-2000, la température annuelle moyenne est de 9,7 °C, avec une amplitude thermique annuelle de 14,2 °C. Le cumul annuel moyen de précipitations est de 830 mm, avec 13,1 jours de précipitations en janvier et 8,3 jours en juillet. Pour la période 1991-2020, la température moyenne annuelle observée sur la station météorologique la plus proche, située sur la commune de L'Aigle à 8 km à vol d'oiseau, est de 10,6 °C et le cumul annuel moyen de précipitations est de 729,7 mm,. Pour l'avenir, les paramètres climatiques de la commune estimés pour 2050 selon différents scénarios d’émission de gaz à effet de serre sont consultables sur un site dédié publié par Météo-France en novembre 2022.

## Urbanisme

### Typologie
Au 1er janvier 2024, Beaufai est catégorisée commune rurale à habitat dispersé, selon la nouvelle grille communale de densité à sept niveaux définie par l'Insee en 2022.
Elle est située hors unité urbaine. Par ailleurs la commune fait partie de l'aire d'attraction de L'Aigle, dont elle est une commune de la couronne,. Cette aire, qui regroupe 32 communes, est catégorisée dans les aires de moins de 50 000 habitants,.

### Occupation des sols
L'occupation des sols de la commune, telle qu'elle ressort de la base de données européenne d’occupation biophysique des sols Corine Land Cover (CLC), est marquée par l'importance des territoires agricoles (76,7 % en 2018), une proportion sensiblement équivalente à celle de 1990 (76,5 %). La répartition détaillée en 2018 est la suivante : 
prairies (49,7 %), terres arables (27 %), forêts (21,5 %), milieux à végétation arbustive et/ou herbacée (1,8 %). L'évolution de l’occupation des sols de la commune et de ses infrastructures peut être observée sur les différentes représentations cartographiques du territoire : la carte de Cassini (XVIIIe siècle), la carte d'état-major (1820-1866) et les cartes ou photos aériennes de l'IGN pour la période actuelle (1950 à aujourd'hui).

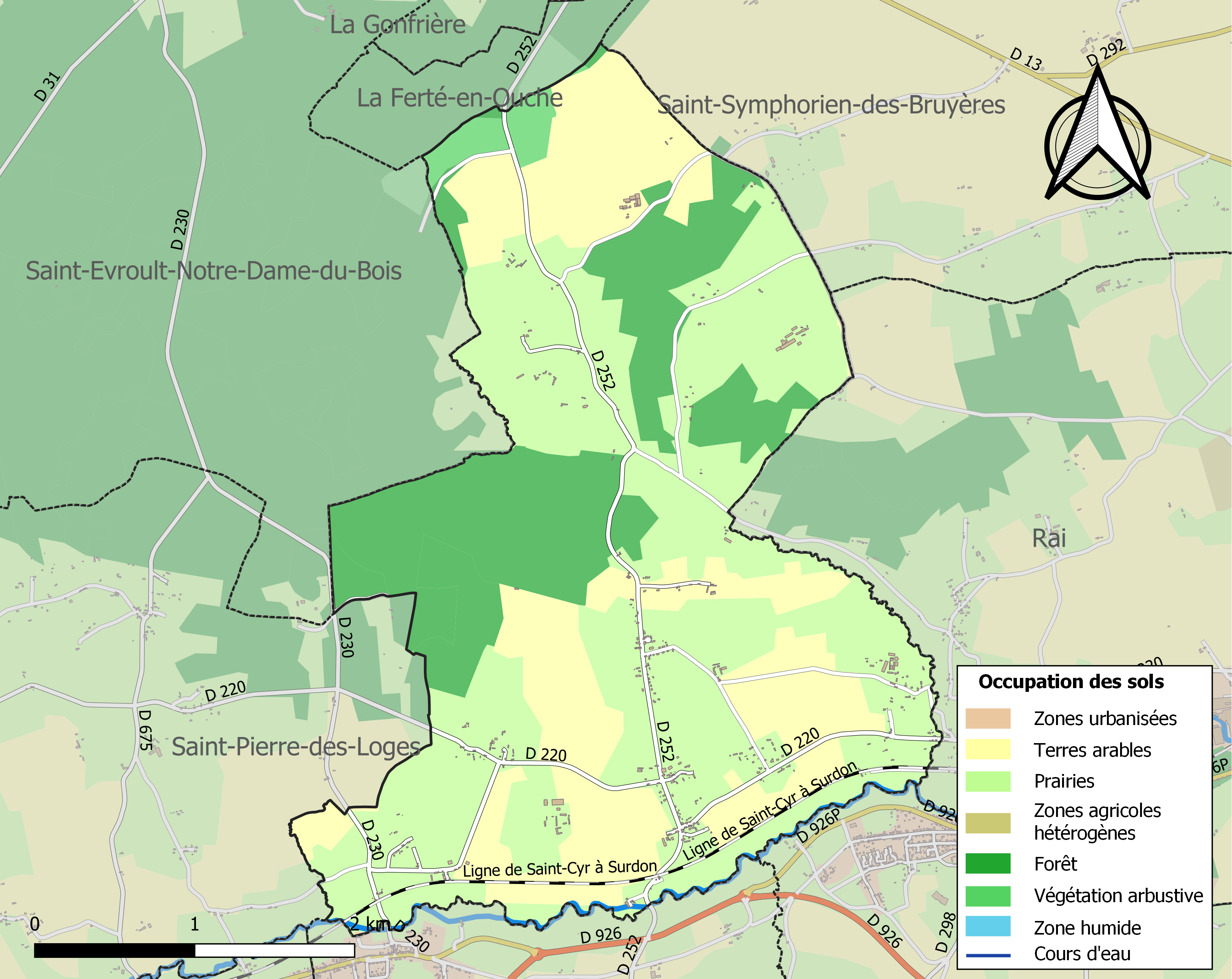
Carte des infrastructures et de l'occupation des sols de la commune en 2018 (CLC).

## Toponymie
Le nom de la localité est attesté sous les formes Belfai en 1092, de Bello Fayaco vers 1350.
De l'oïl bel, « beau » et de l'oïl fai « ensemble de hêtres », « beau bois de hêtres » ou évoque un « beau hêtre » (du latin bellus et fagus).
Le gentilé est Beaufaien.

## Histoire
Le 5 août 1839, Beaufai (416 habitants en 1836) absorbe la commune de Livet (120 habitants) au nord de son territoire.

## Politique et administration
| Période                                  | Période      | Identité                    | Étiquette | Qualité                      |
| ---------------------------------------- | ------------ | --------------------------- | --------- | ---------------------------- |
| 1800                                     | 1806         | François Hurel              |           |                              |
| 1807                                     | 1815         | Jean-Baptiste Bigot         |           |                              |
| 1816                                     | 1818         | Nicolas C. Fessier-Duchatel |           |                              |
| 1818                                     | 1821         | Jacques Alexandre Pousset   |           |                              |
| 1821                                     | 1832         | Michel Desdouets            |           |                              |
| 1832                                     | 1835         | Jean-Baptiste Bigot         |           |                              |
| 1836                                     | 1842         | Nicolas Lange-Aubry         |           |                              |
| 1843                                     | 1862         | Gustave de Foulques         |           |                              |
| 1863                                     | 1880         | Émile Simard de Pitray      |           |                              |
| 1881                                     | 1888         | Camille de Foulques         |           |                              |
| 1888                                     | 1892         | Jean Avenel                 |           |                              |
| 1892                                     | 1902         | Hylas Desdouets             |           |                              |
| 1903                                     | 1910         | Marcel de Fréville          |           |                              |
| 1910                                     | 1912         | Alphonse Avenel             |           |                              |
| 1912                                     | 1945         | Maurice Masure              |           |                              |
| 1945                                     | 1947         | René de Nazelle             |           |                              |
| 1947                                     | 1947         | Raymond Goulard             |           |                              |
| octobre 1947                             | mai 1953     | Maurice Masure              |           |                              |
| mai 1953                                 | 1957         | Raymond Goulard             |           |                              |
| 1957                                     | 1976         | Bernard Pencher             |           |                              |
| 1976                                     | juin 1995    | Léon Garnier                |           |                              |
| juin 1995                                | janvier 2013 | Roland Boussard             | SE        | Directeur administratif      |
| février 2013                             | En cours     | Dominique Netzer            | SE        | Contrôleur divisionnaire DDT |
| Les données manquantes sont à compléter. |              |                             |           |                              |

Le conseil municipal est composé de onze membres dont le maire et deux adjoints.

## Démographie
L'évolution du nombre d'habitants est connue à travers les recensements de la population effectués dans la commune depuis 1793. Pour les communes de moins de 10 000 habitants, une enquête de recensement portant sur toute la population est réalisée tous les cinq ans, les populations de référence des années intermédiaires étant quant à elles estimées par interpolation ou extrapolation. Pour la commune, le premier recensement exhaustif entrant dans le cadre du nouveau dispositif a été réalisé en 2004.
En 2022, la commune comptait 327 habitants, en évolution de −5,49 % par rapport à 2016 (Orne : −3,21 %, France hors Mayotte : +2,11 %).Beaufai a compté jusqu'à 542 habitants en 1926.
| 1793 | 1800 | 1806 | 1821 | 1836 | 1841 | 1846 | 1851 | 1856 |
| ---- | ---- | ---- | ---- | ---- | ---- | ---- | ---- | ---- |
| 440  | 452  | 476  | 449  | 416  | 522  | 475  | 466  | 408  |

| 1861 | 1866 | 1872 | 1876 | 1881 | 1886 | 1891 | 1896 | 1901 |
| ---- | ---- | ---- | ---- | ---- | ---- | ---- | ---- | ---- |
| 425  | 451  | 478  | 479  | 539  | 512  | 410  | 414  | 457  |

| 1906 | 1911 | 1921 | 1926 | 1931 | 1936 | 1946 | 1954 | 1962 |
| ---- | ---- | ---- | ---- | ---- | ---- | ---- | ---- | ---- |
| 448  | 445  | 462  | 542  | 451  | 420  | 441  | 492  | 438  |

| 1968 | 1975 | 1982 | 1990 | 1999 | 2004 | 2006 | 2009 | 2014 |
| ---- | ---- | ---- | ---- | ---- | ---- | ---- | ---- | ---- |
| 442  | 411  | 314  | 308  | 346  | 325  | 326  | 359  | 352  |

| 2019 | 2022 | - | - | - | - | - | - | - |
| ---- | ---- | - | - | - | - | - | - | - |
| 334  | 327  | - | - | - | - | - | - | - |

## Lieux et monuments
- Église Saint-Roch (XIXe siècle) : construction financée en partie par la fille de la comtesse de Ségur, Olga de Pitray, qui habitait le château de Livet.
- L'église de Livet était consacrée à Notre-Dame.
- Château du Vieux-Beaufai.
- Château de Livet (XIXe siècle).
- Château de Corru.

## Personnalités liées à la commune
- Olga, vicomtesse de Simard de Pitray (née en 1835), écrivaine, fille de la comtesse de Ségur.
- Jacqueline Baudrier (1922 à Beaufai-2009), journaliste.